# Мойтево
Мойтево — деревня  в  Смоленской области России,  в Ельнинском районе. Население – 15 жителей (2007 год)  . Расположена в юго-восточной части области . Входит в состав Ельнинского  городского поселения.

## История
В годы Великой Отечественной войны деревня была местом ожесточённых боёв. Первый раз деревня была оккупирована гитлеровскими войсками в июле 1941 года. Освобождена в ходе Ельнинской операции. Повторно оккупирована 5 октября 1941 года. В деревне располагался штаб 160-й стрелковой дивизии . Окончательно освобождена в ходе Ельнинско-Дорогобужской операции 30 августа 1943 года.